# Christian Gasc
Pour les articles homonymes, voir Gasc.
 (décembre 2016).
Christian Gasc est un créateur de costumes français pour le cinéma, le théâtre et l'opéra, né le 8 août 1945 à Dunes (Tarn-et-Garonne) et mort le 11 janvier 2022 à Paris,,, .
Lauréat de quatre César des meilleurs costumes et d’un Molière, il a été distingué en tant que chevalier des Arts et des Lettres, et chevalier de la Légion d’honneur.

## Biographie
Né à Dunes, dans le Tarn-et-Garonne, Christian Gasc est issu d’un milieu modeste. Son père était mécanicien, et c’est sa mère, couturière, qui lui transmet dès l’âge de huit ans la passion du septième art en l’emmenant au cinéma Apollo de Valence-d’Agen, où il grandit.
À dix-neuf ans, il s’installe à Paris avec l’ambition de faire carrière dans le cinéma. Il travaille d’abord comme dessinateur industriel, tout en fréquentant assidûment la Cinémathèque française de Chaillot. C’est là qu’il fait la connaissance de la réalisatrice Liliane de Kermadec, qui lui propose, en 1975, de réaliser les costumes de son film Aloïse — alors même qu’il n’avait pour tout bagage que sa passion, sans la moindre formation ni expérience.
Sa rencontre, au début des années 1970, avec Marie-France Pisier, qui deviendra une amie proche, sera également déterminante pour la suite de son parcours.
Au cours de sa carrière, il remportera à quatre reprises le César des meilleurs costumes, pour Madame Butterfly, Ridicule, Le Bossu et Les Adieux à la reine.
Christian Gasc est retrouvé sans vie le 10 janvier 2022, dans son appartement parisien.

## Carrière professionnelle

### Au cinéma
Christian Gasc commence sa carrière au milieu des années 1970, se révélant rapidement comme un créateur de costumes sensible et rigoureux.
Il collabore à plusieurs reprises avec le réalisateur André Téchiné, ce qui contribue à asseoir sa réputation parmi les professionnels du costume de cinéma.
Par la suite, il travaille avec divers cinéastes reconnus tels que Maurice Pialat, François Truffaut, Jean-Luc Godard, Marguerite Duras, Claire Denis, Bertrand Blier, Patrice Leconte ou Philippe de Broca.
Au fil de ces collaborations, Christian Gasc développe une approche distinctive du costume, alliant précision historique et sensibilité esthétique, qui marque durablement le cinéma français contemporain.

### Au théâtre et à l'opéra
Au théâtre, de nombreux metteurs en scène font appel à sa créativité comme Pierre Romans, Jean-Baptiste Sastre, Catherine Hiegel ou Aurélien Recoing.
Sur les scènes des opéras de Monte-Carlo, Genève, Milan, Paris, Londres, et bien d'autres, il habille de nombreux interprètes comme Renée Fleming, Anne-Sophie Von Otter, Jonas Kaufmann, Ruggero Raimondi ou Anna Netrebko.
En 2014, il participe à la dernière production de La traviata de Verdi à l'Opéra de Paris, mise en scène par Benoit Jacquot, après son triomphe de Werther (Jules Massenet) sur cette même scène.

### Expositions
En 2015, une exposition est organisée au Musée de la dentelle de Caudry sur son travail à propos des costumes du film Les Adieux à la Reine.

## Filmographie

### Cinéma
- 1975 : Aloïse de Liliane de Kermadec
- 1975 : Souvenirs d'en France d'André Téchiné
- 1975 : Lumière de Jeanne Moreau
- 1976 : Sérail de Eduardo de Gregorio
- 1976 : Barocco d'André Téchiné
- 1977 : Les Apprentis Sorciers d'Edgardo Cozarinsky
- 1977 : Roberte de Pierre Zucca
- 1977 : Les Rendez-vous d'Anna de Chantal Akerman
- 1978 : La Chambre verte de François Truffaut
- 1979 : Retour à la bien-aimée de Jean-François Adam
- 1979 : Les Sœurs Brontë d'André Téchiné
- 1979 : Courage fuyons de Yves Robert
- 1981 : Les Ailes de la colombe de Benoît Jacquot
- 1981 : Hôtel des Amériques d'André Téchiné
- 1982 : Le Grand Pardon de Alexandre Arcady
- 1982 : Passion de Jean-Luc Godard
- 1983 : Cap Canaille de Juliet Berto et Jean-Henri Roger
- 1984 : Les Enfants de Marguerite Duras
- 1985 : Rendez-vous d'André Téchiné
- 1986 : Le Lieu du crime d'André Téchiné
- 1986 : Havre de Juliet Berto
- 1986 : Corps et Biens de Benoît Jacquot
- 1987 : Les Innocents d'André Téchiné
- 1988 : Prisonnières de Charlotte Silvera
- 1988 : Chocolat de Claire Denis
- 1989 : Les Deux Fragonard de Philippe Le Guay
- 1990 : Le Bal du gouverneur de Marie-France Pisier
- 1991 : Les Équilibristes de Nikos Papatakis
- 1992 : À demain de Didier Martiny
- 1995 : Le Roi de Paris de Dominique Maillet
- 1995 : Madame Butterfly de Frédéric Mitterrand
- 1996 : Ridicule de Patrice Leconte
- 1996 : Mon homme de Bertrand Blier
- 1997 : Le Bossu de Philippe de Broca
- 1999 : Augustin, roi du kung-fu de Anne Fontaine
- 2000 : La Veuve de Saint-Pierre de Patrice Leconte
- 2000 : Sade de Benoît Jacquot
- 2000 : Le Pique-nique de Lulu Kreutz de Didier Martiny
- 2001 : Tosca de Benoît Jacquot
- 2002 : Rue des plaisirs de Patrice Leconte
- 2003 : Les Égarés d'André Téchiné
- 2003 : Les Côtelettes de Bertrand Blier
- 2004 : Les Temps qui changent d'André Téchiné
- 2005 : La Boîte noire de Richard Berry
- 2011 : Les Femmes du 6e étage de Philippe Le Guay
- 2011 : Au fond des bois de Benoît Jacquot
- 2012 : Les Adieux à la reine de Benoît Jacquot
- 2014 : Madame Bovary de Sophie Barthes
- 2016 : Quand on a 17 ans d'André Téchiné

### Télévision
- 1986 : L'Inconnue de Vienne (téléfilm) de Bernard Stora
- 1991 : Chronique d'une fin d'après-midi (théâtre, télévision) de Pierre Romans
- 2005 : Gaspard de Besse de Benoît Jacquot
- 2009 : Faux-monnayeurs (téléfilm) de Benoît Jacquot

## Opéra
- 1984 : Barbe-Bleue de Jacques Offenbach, mise en scène Daniel Schmid, dir. Marc Soustrot, Grand Théâtre de Genève
- 1985 : Così fan tutte de Wolfgang Amadeus Mozart, mise en scène François Rochaix, dir. Armin Jordan, Grand Théâtre de Genève
- 1987 : Guillaume Tell de Gioachino Rossini, mise en scène Daniel Schmid, dir. Nello Santi, Opéra de Zurich
- 1990 : La Clémence de Titus de Wolfgang Amadeus Mozart, mise en scène Pierre Romans, dir. Riccardo Muti (Prix du Meilleur Spectacle 1990[réf. nécessaire]) Théâtre de la Scala, Milan
- 1991 : Manon Lescaut de Giacomo Puccini, conception Pierre Romans, mise en scène Anne Deren, dir. Seiji Ozawa, Opéra Bunka Kainkan, Tokyo
- 1992 : Don Juan de Wolfgang Amadeus Mozart, mise en scène Antoine Bourseiller, dir. Jérôme Kaltenbach, Opéra de Nancy
- 1992 : Reprise de Così fan tutte de Wolfgang Amadeus Mozart, mise en scène François Rochaix, dir. Friedemann Layer, Grand Théâtre de Genève
- 1993 : Manon Lescaut de Giacomo Puccini, mise en scène Jonathan Miller, dir. Lorin Maazel, Théâtre de la Scala, Milan
- 1997 : Falstaff de Giuseppe Verdi, mise en scène Alain Marcel, dir. Friedrich Pleyer, Opéra royal de Wallonie, Liège
- 2002 : Andrea Chénier  d'Umberto Giordano, mise en scène Claire Servais, dir. Friedrich Pleyer, Opéra royal de Wallonie, Liège
- 2003 : Cyrano de Bergerac, mise en scène David et Frederico Alagna, dir. Marco Guidarini, Opéra national de Montpellier
- 2003 : Werther de Jules Massenet, mise en scène Benoit Jacquot, dir. Antonio Pappano, Royal Opera House, Covent Garden (Londres)
- 2004 : L'Or du Rhin de Richard Wagner, mise en scène Jean-Louis Grinda et Claire Servais, dir. Friedrich Pleyer, Opéra royal de Wallonie, Liège
- 2004 : La Walkyrie de Richard Wagner, mise en scène Jean-Louis Grinda et Claire Servais, dir. Friedrich Pleyer, Opéra royal de Wallonie, Liège
- 2005 : Siegfried et Le Crépuscule des Dieux de Richard Wagner, mise en scène Jean-Louis Grinda et Claire Servais, dir. Friedrich Pleyer, Opéra royal de Wallonie, Liège
- 2005 : Reprise Cyrano de Bergerac, Opéra national de Montpellier
- 2006 : Peter Pan de J. M. Barrie et Patrick Burgan, mise en scène Isabelle Partiot, dir. Claire Gibault, Théâtre du Châtelet, Paris
- 2006 : Manon Lescaut de Giacomo Puccini, mise en scène Jean Reno et Didier Flamand, dir. Evelino Pido, Teatro Regio, Turin
- 2007 : Marius et Fanny de Vladimir Cosma, mise en scène Jean-Louis Grinda, dir. Jacques Lacombe, Opéra de Marseille
- 2008 : Reprise Cyrano de Bergerac, mise en scène David et Frederico Alagna, dir. Giuliano Carella, Opéra de Monte-Carlo
- 2009 : Reprise Andrea Chénier, mise en scène Claire Servais, dir. Rani Calderon, Opéra de Monte-Carlo
- 2010 : Reprise Andrea Chénier, mise en scène Claire Servais, dir. Rani Calderon, Opéra de Monte-Carlo
- 2010 : Reprise Cyrano de Bergerac, mise en scène David et Frederico Alagna, dir. Marco Guidarini, Théâtre de la Maestranza de Séville
- 2010 : Werther de Jules Massenet, mise en scène Benoît Jacquot, dir. Michel Plasson, Opéra Bastille, Paris
- 2010 : Reprise Marius et Fanny, mise en scène Jean-Louis Grinda, dir. Dominique Trottein, Opéra d'Avignon
- 2011 : Werther de Jules Massenet, mise en scène Benoît Jacquot, dir. Antonio Pappano, Royal Opera House, Covent Garden (Londres)
- 2011 : La Marquise d'O... de René Koering, Opéra de Monte-Carlo
- 2013 : Werther de Jules Massenet, mise en scène Benoît Jacquot, dir. Michel Plasson, Opéra Bastille, Paris
- 2014 : La traviata de Giuseppe Verdi, mise en scène Benoît Jacquot, dir. Daniel Oren, Opéra Bastille, Paris
- 2014 : Reprise La traviata, mise en scène Benoît Jacquot, dir. Dan Ettinger, Opéra Bastille, Paris
- 2015 : Tosca de Giacomo Puccini, Opéra de Monte-Carlo
- 2017 : Manon Lescaut, dir. Gianandrea Noseda, Teatro Regio de Turin
- 2017 : Adrienne Lecouvreur de Francesco Cilea, mise en scène d’Isabelle Partiot-Pieri, dir. Valery Gergiev au théâtre Mariinski, Saint-Petersbourg

## Théâtre
- 1980 : L'Illusion comique de Pierre Corneille, mise en scène Pierre Romans, Théâtre de la Commune (Aubervilliers).
- 1983 : Le Paradis sur terre de Tennessee Williams, mise en scène Pierre Romans, Théâtre National de Reims.
- 1984 : Le Prince de Hombourg de Heinrich von Kleist, mise en scène Patrick Guinand, Théâtre national de l'Odéon (Paris).
- 1984 : La Vallée de l'Ombre de la Mort de Malcolm Lowry, d'après le roman Au-dessous du volcan, mise en scène Aurélien Recoing, Théâtre Artistic Atésa.
- 1985 : La Comédie de Macbeth, mise en scène Jean-Marie Patte, Jeune Théâtre National.
- 1986 : Partage de Michel Deutsch, mise en scène Patrick Guinand, Théâtre du Petit Odéon.
- 1986 : La Dame aux camélias d'Alexandre Dumas fils, mise en scène Pierre Romans, Théâtre du Gymnase (Marseille).
- 1987 : Reprise Roses les Épines de la Passion de Christine Van de Putte, Christine Jacquet et Brigitte Roüan, mise en scène Brigitte Roüan, Théâtre Déjazet (Paris).
- 1987: Les Clients de Jean Poiret, mise en scène Bernard Murat, Théâtre Édouard VII.
- 1988 : Chronique de fin d'après-midi d'Anton Tchekhov, mise en scène Pierre Romans, Festival d'Avignon.
- 1989 : Tête d'Or de Paul Claudel, mise en scène Aurélien Recoing, Théâtre national de l'Odéon (Paris).
- 1989 : Ivanov d'Anton Tchekhov, mise en scène Pierre Romans, Théâtre des Amandiers (Nanterre).
- 1990 : Les Trois Sœurs d'Anton Tchekhov, mise en scène Pierre Romans, Théâtre Poliorama Cie Flotats (Barcelone).
- 1991 : Gladys de Christian Pereira, mise en scène Jean-Michel Dupuis, Théâtre de la Vieille-Grille (Paris).
- 1991 : Ce qui arrive et ce qu'on attend de Jean-Marie Besset, mise en scène Patrice Kerbrat, Théâtre de la Gaîté-Montparnasse (Paris).
- 1992 : Faust de Fernando Pessoa, mise en scène Aurélien Recoing, Théâtre de la Commune (Aubervilliers).
- 1993 : Partenaires de David Mamet, mise en scène Bernard Stora, Théâtre de la Michodière (Paris).
- 1994 : Entretiens avec Krista Fleischmann de Thomas Bernhard, mise en scène Aurélien Recoing, Laurence Roy, Festival d'Avignon.
- 1994 : Idéal-Fleurs de Michel Jourd'heuil, mise en scène Jean-Paul Muel, Théâtre Le Splendid (Paris).
- 1995 : Solness le constructeur d'Henrik Ibsen, mise en scène Éloi Recoing, Théâtre de la Commune (Aubervilliers).
- 1996 : Les Limiers de Sophocle - La Nuit juste avant les forêts de Bernard-Marie Koltès - Les Forêts de Wajdi Mouawad, mise en scène Ivan Heidsieck, Théâtre Satyrus Pongo.
- 1996 : François Truffaut, Correspondance, mise en scène Marie-Paule André, Théâtre du Rond-Point (Paris).
- 1997 : Ernesto Prim de Raymond Lepoutre, mise en scène Aurélien Recoing, Théâtre de la Commune (Aubervilliers).
- 1998 : Les Revenants d'Henrik Ibsen, mise en scène Akli Hallaf, Espace Aragon Triolet.
- 1999 : Mon père avait raison de Sacha Guitry, mise en scène Jean-Claude Brialy, Théâtre des Bouffes-Parisiens (Paris).
- 2000 : L'Affaire de la rue de Lourcine d'Eugène Labiche, mise en scène Jean-Baptiste Sastre, Théâtre des Amandiers (Nanterre).
- 2001 : La petite Histoire d'Eugène Durif, mise en scène Christophe Lapar, Théâtre de Beauvais, Festival d'Avignon.
- 2002 : Mademoiselle Julie d'August Strindberg, mise en scène Ivan Heidsieck, Espace Aragon Triolet.
- 2002 : Liaison transatlantique de Fabrice Rozie, mise en scène Patrice Kerbrat, Théâtre Marigny (Paris).
- 2003 : L'Éventail de Lady Windermere d'Oscar Wilde, mise en scène Tilly, Théâtre du Palais-Royal (Paris).
- 2003 : Mais n'te promène donc pas toute nue ! et Feu la mère de Madame de Georges Feydeau, mise en scène Tilly, Atelier théâtre Actuel et Création La Coursive (Scène nationale de La Rochelle).
- 2005 : Soie d'Alessandro Baricco, mise en scène Christophe Lidon, Comédie des Champs-Élysées (Paris).
- 2005 : La Surprise de l'amour de Marivaux, mise en scène Jean-Baptiste Sastre, Théâtre national de Chaillot (Paris).
- 2006 : L'Éventail de Lady Windermere d'Oscar Wilde, mise en scène Sébastien Azzopardi, Théâtre 14 Jean-Marie Serreau (Paris).
- 2007 : Léonce et Léna de Georg Büchner, mise en scène Jean-Baptiste Sastre, Théâtre national de Chaillot (Paris).
- 2007 : Diana Vreeland de Mark Hampton et Mary Louise Wilson, mise en scène Jean-Paul Muel, Festival d'Avignon.
- 2008 : Un chapeau de paille d'Italie de Eugène Labiche, mise en scène Jean-Baptiste Sastre, Théâtre national de Chaillot (Paris).
- 2008 : Le Bel Indifférent de Jean Cocteau, mise en scène Thierry Harcourt, Théâtre 14 (Paris).
- 2008 : Mon petit soldat de Polly Stenham, mise en scène Tanya Lopert, Festival de Spa.
- 2009 : Les Caprices de Marianne de Alfred de Musset, mise en scène Sébastien Azzopardi, Théâtre du Lucernaire (Paris).
- 2009 : L'Avare de Molière, mise en scène Catherine Hiegel, Comédie-Française.
- 2009: Les Couteaux dans le dos les ailes dans la gueule - Théâtre Les Déchargeurs - De et Mise en scène Pierre Notte
- 2009: J'existe (foutez moi la paix) - Reprise au Théâtre du Rond-Point -
- 2010 : Désolé pour la moquette de Bertrand Blier, mise en scène de l'auteur, Théâtre Antoine (Paris).
- 2016 : Noel en cirque de Jacques Bousquet à Valence d'Agen.
- 2017: Les amoureux de Goldoni, mise en scène de Marco Pisano au Théâtre Déjazet, Paris.

## Distinctions

### Récompenses
- 1996 : César des meilleurs costumes pour Madame Butterfly
- 1997 : César des meilleurs costumes pour Ridicule
- 1997 : Satellite Awards pour Ridicule
- 1998 : César des meilleurs costumes pour Le Bossu
- 2003 : Molière du créateur de costumes pour L'Éventail de Lady Windermere
- 2013 : César des meilleurs costumes pour Les Adieux à la reine

### Nominations
- 1986 : César des meilleurs costumes pour Rendez-vous d'André Téchiné
- 2012 : César des meilleurs costumes pour Les Femmes du 6e étage de Philippe Le Guay

### Décorations
- Chevalier de la Légion d'honneur 14 juillet 2019[5].
- Chevalier de l'ordre des Arts et des Lettres, remis par Marie-France Pisier